# 丰特埃洛尔莫德丰蒂杜埃尼亚
丰特埃洛尔莫德丰蒂杜埃尼亚（西班牙語：Fuente el Olmo de Fuentidueña），是西班牙卡斯蒂利亚-莱昂塞戈维亚省的一个市镇。 总面积31平方公里，总人口143人（2001年），人口密度5人/平方公里。